# Sumpmåra
Sumpmåra (Galium uliginosum) är en växtart i familjen måreväxter.

## Externa länkar

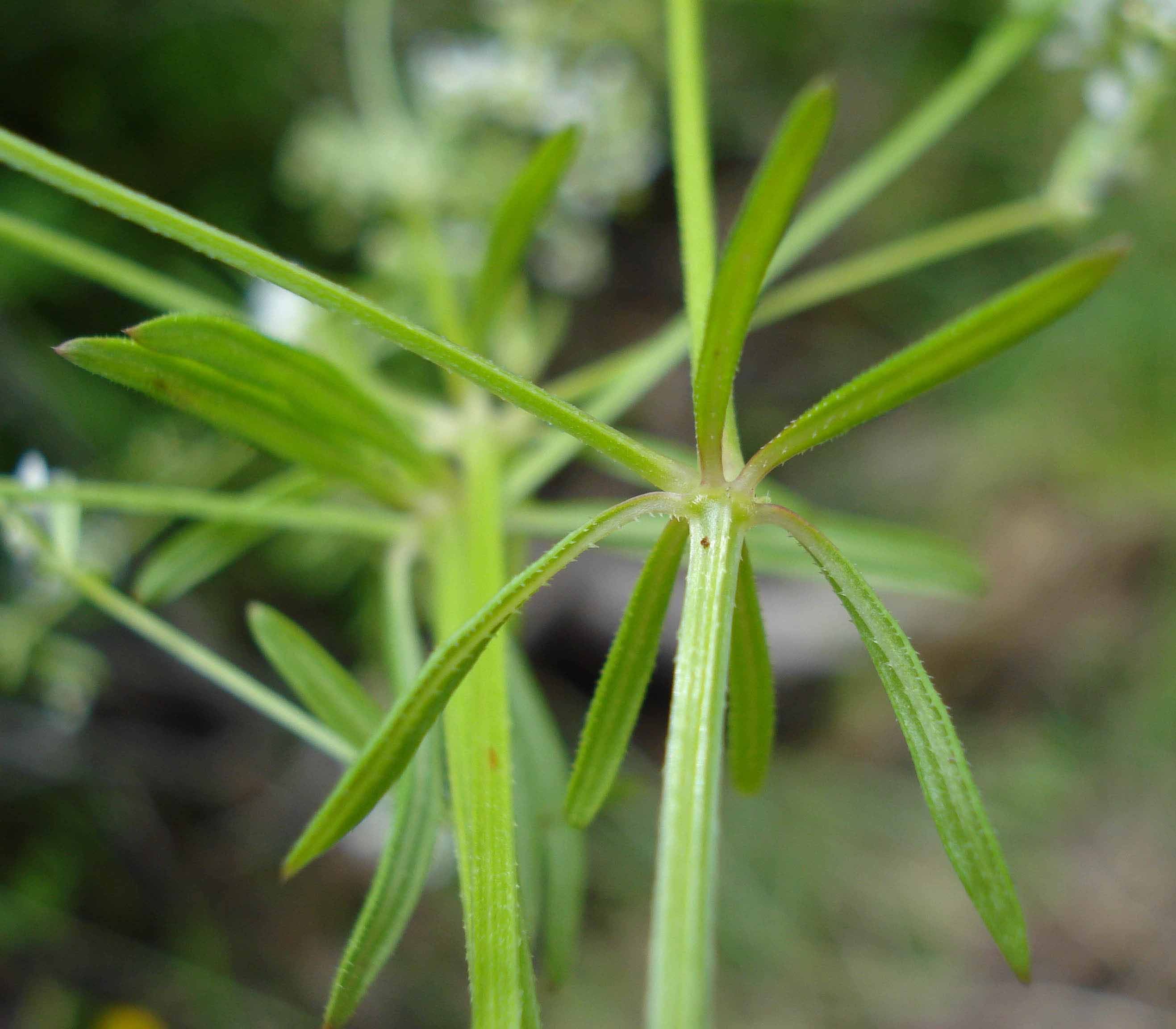